# Потоцький Павло Платонович
Павло Платонович Потоцький (12 грудня 1857, с. Просяниківка, нині Кобеляцький район, Полтавська область  — 26 серпня 1938, Лук'янівська в'язниця, Київ) — український генерал від артилерії, військовий історик, громадський та культурний діяч, меценат, засновник історико-мистецької колекції «Музей України».

## Походження
Прапрадід Павла Платоновича Григорій служив гетьману Самойловичу. У 1713 році його було призначено сотником у містечку Кишеньки на Полтавщині. У 1723 році підписував Коломацькі статті.
Наприкінці XIX ст. у Архангело-Михайлівській церкві містечка зберігались пожертви сотника Григорія Потоцького: хрести, срібнопозолочені чаші, срібний дискос, три звіздиці та інше. Його прадід і дід були старшинами Полтавського полку. Із польською родиною графів Потоцьких родина нічого спільного не мала. Прізвище «Потоцькі» утворилось від назви села Потоки біля Кобеляк, якими володіли предки Потоцького Павла Платоновича.

## Дитинство, освіта

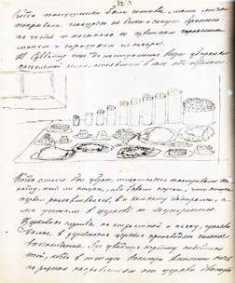
Малюнок із щоденника П. П. Потоцького

Народився в селі Просяниківка (нині Кобеляцький район, Полтавська область, Україна) у 26 верстах від Кобеляк 12 грудня 1857 року у родині повітового судді та предводителя дворянства Кобеляцького повіту Полтавської губернії Платона Олександровича Потоцького. Мати Ганна Петрівна Потоцька лікувала селян, робила нескладні хірургічні операції. Батьки були культурними, намагалися це прищепити своїм дітям котрих в родині було восьмеро: шестеро синів та дві дочки. Про дитинство у Потоцького залишились теплі спогади, зокрема, будучи під враженням святкування Великодня, він у власному щоденнику намалював вбраний стіл у батьківському домі:
|  | «У суботу, ще до настання вечора, прибирався пасхальний стіл, що стояв у залі під образом. Коли стіл був прибраний, ретельно оглядали кімнату, чи немає кішки, бо бували випадки, що кішка перша розговлялась, кімнату замикали, а ми їхали до церкви на ранкову службу» |

Павла змалку цікавила історія, зокрема події Полтавської битви. У 1874 році закінчив Полтавський кадетський корпус, а згодом математичне відділення Петербурзького артилерійського училища та вступив до Михайлівської артилерійської академії. Брав участь у російсько-турецькій війні 1877—1878 р. р. За бойові заслуги, отримав ордени Св. Ганни IV ст. з написом «За хоробрість» та Св. Станіслава III ст. У 1881 р. закінчив Михайлівську артилерійську академію.

## Військова кар'єра

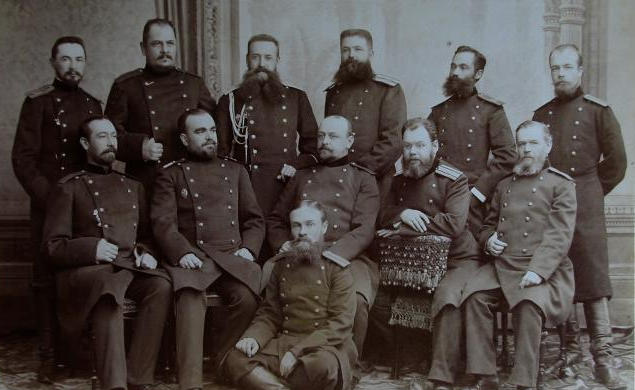
П. П. Потоцький серед викладачів та слухачів офіцерської артшколи (сидить другий сліва).

Після закінчення академії був призначений до Лейб-гвардії 3-ї артбригади у складі котрої вислужився до звання капітана (1895). З 1897-го, отримавши підвищення до полковника, Потоцький став начальником 4-ї, а з 1901-го 1-ї, батареї Його Високості лейб-гвардії 1 артилерійської бригади.
Від 1904-го року командувач 22-ї артбригади. Невдовзі в званні генерал-майора командир 25-ї артбригади (кін. 1904—1907), з котрою брав участь у російсько-японській війні. За бойові відзнаки нагороджений Георгіївською зброєю та черговим орденом Св. Станіслава I ст. з мечем.
21 листопада 1907 призначений в. о. начальника артилерії 13-го армійського корпусу, згодом інспектор артилерії Гвардійського корпусу (1908—1914) з котрим вступив у I СВ в складі 9-ї армії, потім начальник 2-ї гвардійської піхотної дивізії і, нарешті, як генерал від артилерії командувач 1-го Гвардійського корпусу. Після Лютневої революції під час «зачистки» вищого керівного складу армії втратив свою посаду й з квітня 1917-го в резерві чинів КВО та ПВО.

## Мистецька та громадська діяльність

### До 1917 року

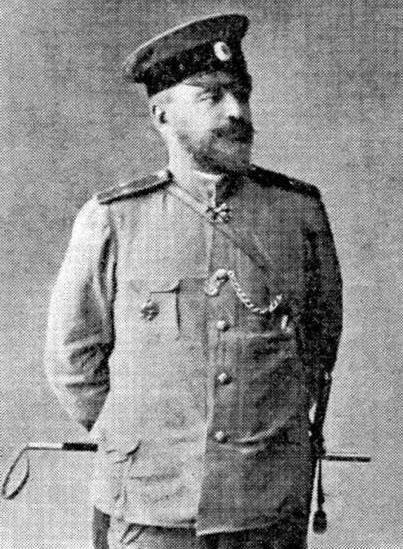
Потоцький у чині інспектора артилерії.

Поряд із службою військового Потоцький займався історичними дослідженнями. Він є автором історіографії армійської артилерії та багатьох військово-історичних статей. 28 червня 1909 Павло Платонович подарував Полтавському корпусу книжку: «Петро. Полтава. До 27 липня 1909 склав і видав Павло Потоцький».
У 1890 р. вийшла друком перша книжка Потоцького «Гвардія руського царя под Нарвою в 1700—1704 роках». За короткий термін він посів чільне місце серед військових істориків, отримавши схвальні відгуки фахівців за свої праці. За основу своїх досліджень брав архіви котрі носили науковий характер. Вів активну громадську діяльність, один із засновників Російського військово-історичного товариства заснованого в Петрограді. Публікувався у газеті «Правительственный Вѣстникъ» та інших виданнях.
Павло Платонович засновник ряду армійських музеїв, перший з котрих при військовій частині було організовано у 1896 р. Був знавцем музейної справи, принципів формування та збереження фондів. Ці думки частково виклав в доповіді рос. «Схема организации Русского Военно-исторического музея» на Першій музейній конференції у 1919 р. Потоцький захоплювався батальним мистецтвом, окрім наукової діяльності, пожертвував 10ть десятин землі для влаштування та утримання народного училища на своїй батьківщині, листувався з Яворницьким — з 1884 року до року 1933, в архіві останнього збереглося чотири його листи. Характерним є його вітання до 30-ліття діяльності Яворницького (1913):
|  | «Душевний привіт досліднику і відтворювачу минулого нашого рідного краю». |

Свою колекцію Павло Платонович почав збирати у 80-х роках XIX ст. Книгар Ф. Г. Шилов згадував:
|  | «У 1891–1893 роках у Петербурзі з'явився збирач, військовий в чині капітана, хтось П. П. Потоцький. Він старанно збирав літографії та гравюри, особливо на військові сюжети, а також види Петербурга і України. Це був ще зовсім молодий, дуже гарний чоловік, кошти в нього, мабуть, були, і він зібрав своєрідний музей. Особливо добре було підібрано все, що стосувалося не тільки улюбленої, але просто обожнюваної ним України. Він збирав також порцелянові чашки з військовими українськими сюжетами, види Петербурга в гравюрі, порцеляні й живописі». |

Найбільшою частиною колекції Потоцького була бібліотека, котра налічувала 17 тис. томів, яку він збирав по букіністичних крамницях в Європі, приватних бібліотеках (зокрема, зі збірок М. Костомарова, М. Маркевича, О. Потебні та ін.). Колекцію також становили книжки з бібліотеки Т. Шевченка, Марка Вовчка, Пантелеймона Куліша, Квітки-Основ'яненка з їх автографами; книжки з XVII ст., унікальні атласи, альбоми, гравюри з видами міст, портрети гетьманів і військових діячів, ікони, написані народними майстрами. Серед колекції були рукописи XII ст., універсали Хмельницького, Брюховецького, Мазепи та інших, список рос. «Прав по которым судится малороссийский народ», актові матеріали, листи, родинні архіви, зокрема й предків Потоцького.

### У часи більшовизму
За часів Центральної Ради П. П. Потоцький приймає українське громадянство, коли в Петрограді утворилось українське консульство і це стало можливе. 
Зберігся документ: “До Генерального Комісара по справам України в Петрограді :
Прошу видати мені посвідчення, що я належу до Українського громадянства і зарегистрован... в книгах Українського Комиссаріата в Петрограді 
1. Прізвище -  Потоцкій
2. Ймення - Павелъ
3. По-батькові - Платоновичъ
4. Рік нарождення - 1857 г. 12 Дек.
5. Віра - Православна
6. Зайняття - Генералъ от Артиллеріи въ резерв(е) чиновъ 460–37
7. Мешкання - Франц[узская] наб[ережная], 2, кв. 98.
8. Кількість членів родини -Сестра и небога.
9. Дотеперішній документ - Удостов(е)реніе Петрогр. Коменданта № 2415 отъ 19 апр. 1917 г. [Іншим почерком:] Полтавськой губ. Кобеляцкого у(е)зда им(е)ніе Просяниковка Петроград 4 Дек. 1917 р.
10. Власноручний підпис - Павел Потоцкій
11. Посвідчення № 183 одержав
12. Підпис - Потоцкій”

У вересні 1918 р. Павло Платонович був схоплений в Петрограді в числі заручників, але потім звільнений. Допоміг у цьому Голова Комісії з реєстрації української старовини Василь Щавинський, який звернувся до міністра закордонних справ Української Держави Дмитра Дорошенка з проханням потурбуватись про його звільнення. У перші місяці своєї влади більшовики обережно ставились до колишніх офіцерів імператорської армії тож 22 жовтня 1918 року Головне управління архівною справою Наркомпросу РРФСР вирішило:
|  | …П. П. Потоцький звільняється від залучення до трудової повинності як особа, яка має певні заняття і виконує суспільно-корисні функції. |

Йому було призначено пенсію й запрошено на службу до музейного відділу, котрий входив до Ленінградського відділення рос. Главнауки. Потоцький був одним із найактивніших членів Товариства дослідників української історії, писемності й мови, заснованого в Петрограді у 1921 році. Тамтешнє українське земляцтво на своїх засіданнях зачитувало доповіді й реферати з питань історії, археології, мистецтва, книгодрукування та фольклору. Ряд доповідей — про «Українських вчених та діячів про М. О. Максимовича», про часопис «Основа» та її фундаторів, про «Бібліотеку Т. Г. Шевченка» зачитав і професійний військовий Потоцький. На цей час роботу над зібранням колекції української старовини було завершено.

### Доля колекції

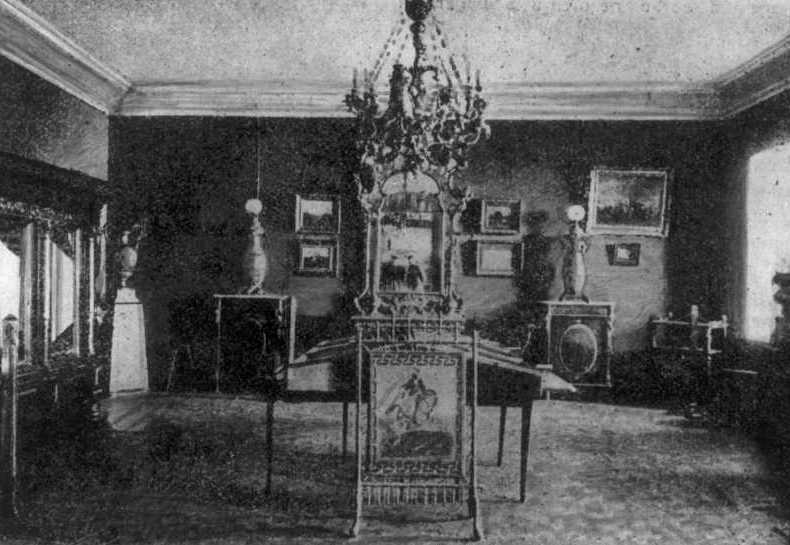
Зал «Музею України».

В нових умовах постало питання збереження колекції, в якій була збірка рідкісної зброї:
|  | «Шпаги, пістолети, рушниці (є запорізькі), карабіни, сокири, сокирки, булави, багнети, кинджали - зброя старовинна і пізніша. Між ними є з багатою золотою насічкою». |

Дозвіл на зберігання зброї він мав, проте вирішив передати її Російському музею. У 1924 році після повені кілька речей з колекції зброї пропали. Коштовності, котрі були забрані у Павла Платоновича, перевезли до Москви у 1920 році у рос. «Госхран». Ці речі описані так:
|  | «Тут музейне срібло: старовинні рідкісні кубки, чашки, стопки, миски, стакани, чарки, ківш (Петра і Іоанна), ложки, тарілки, блюда та ін. Монети та медалі, військові жетони. Столове і чайне срібло. Подарунки, піднесені мені за мої наукові роботи». |

Найціннішими у збірці були старовинні українські речі — 90 срібних тарілок з гербами, келихи, золоті кишенькові годинники тощо. Вага коштовностей становила 20-ть пудів, а 1925 р. вони були оцінені у 40 тис. карбованців, але до Потоцького так і не повернулись.
З'явилась думка перевезти колекцію до Києва для передання в подарунок УРСР. Після довгих переговорів між Потоцьким і Наркомпрос 28 квітня 1926 року було підписано договір.
|  | «У якості дару в цілковиту власність і розпорядження українського уряду в особі його народного комісаріату» |

Затримка виникла через те, що ще рік у приміщенні на території Києво-Печерської лаври тривали ремонтні роботи. Колекцію, масою 38-м тонн, вивезли до Києва у липні 1927 року у семи вагонах і розмістили у 14-ти кімнатах лаврського корпусу № 6. Частину колекції демонстрували в експозиційних залах. Виставку відвідали і залишили схвальні відгуки Ф. Ернст, І. Крип'якевич, Едуар Ерріо та інші. Потоцький, разом з колекцією, повернувся на Україну отримавши посаду простого співробітника музею.
Він працює над описом матеріалів колекції, створює каталог, систематизує матеріали. За мізерну платню продовжував відшукувати і поповнювати колекцію старовинними речами, був знайомий з усіма київськими антикварами та букіністами, продовжуючи цю роботу навіть після скасування офіційної посади у 1934 р. 1937-го року очевидний наступ на Потоцького продовжується, йому заборонили вільно відвідувати музейне приміщення, на його адресу лунають звинувачення, матеріали колекції почали ділити між музеями республіки, колекціонер змушений був передати все, що називалося музеєм його імені, у власність Київського історичного музею. В цих умовах, як свідчить М. Пасічник, дослідник спадщини, П. П. Потоцький звертається із листом до Й. Сталіна:
|  | «Розпилення музею приведе до знищення його виняткової і неповторної цінності, і ніхто, крім мене, який віддав десятиліття на його збирання та облаштування, не знає й не може знати його значущості». |

 Та колекція не була врятована.

## Загибель

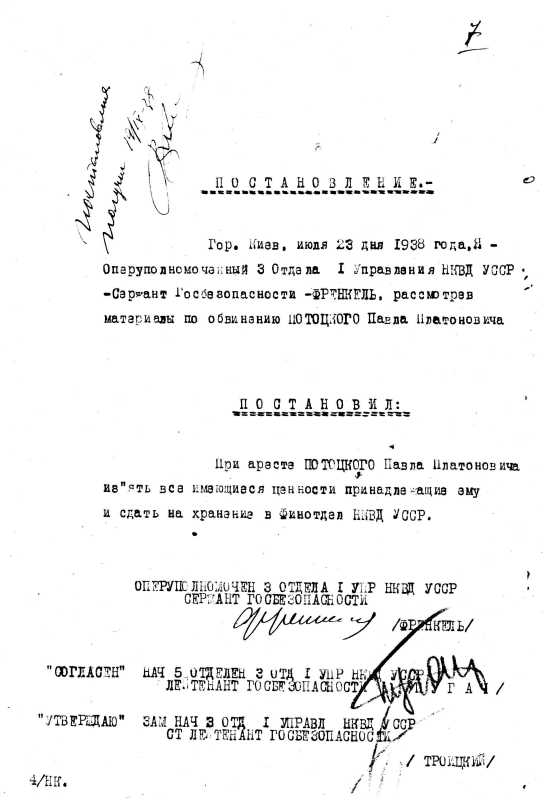
Постанова про вилучення коштовностей під час арешту Потоцького.

У 1938 році 81-річного генерала було звинувачено в контрреволюційній діяльності та скоєнні терористичних актів і заарештовано. Під час арешту конфісковані коштовні особисті речі; щоденники, праці, листування, як свідчення причетності до колекції, було знищено. За декілька днів співробітники НКВД примусили Павла Платоновича підписати «зізнання» про свої контрреволюційні дії. Після цього Потоцький не дав жодного свідчення і 27 серпня 1938 році помер, за офіційною версією, у тюремній лікарні від паралічу серця. Але документи свідчать, що справжньою причиною смерті було жорстоке побиття під брамою Лук'янівки.
Дружину Потоцького Єлизавету Денисівну та її сестру Любов Денисівну було заарештовано та розстріляно 5 жовтня 1938 року, як тих, хто знав про склад і цінність колекції. Після цього зібрання було пограбовано. Доля більшої частини колекції невідома, лише деякі її екземпляри виявлені в музеях, бібліотеках, архівах. Майже всі кінострічки Радянської України, котрі знайомили з українськими традиціями, звичаями, були засновані на матеріалах, зібраних П. Потоцьким.
Через 22 роки після загибелі Павла Платоновича Потоцького цю справу було розглянуто, злочин генерала не довели і справу закрили. Засновник «Музею України» та його рідні були посмертно реабілітовані.

## Родина

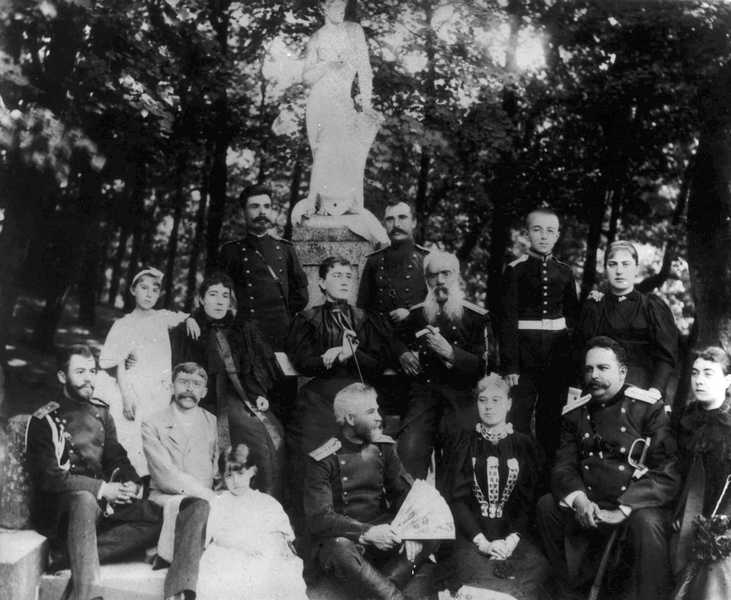
Сімейне фото Потоцьких.

Під час проживання в Києві родина Павла Платоновича налічувала чотири особи: дружина — онука Д. Давидова — Єлизавета Денисівна Давидова (нар. 1866), також на утриманні перебувала її сестра Любов Денисівна Давидова (народився 1867), та онук Павло Павлович (народився 1918). Сини, Павло Павлович та Сергій Павлович, були білогвардійцями, після Жовтневого перевороту емігрували. Старший син Павло Павлович (нар. 1888) був офіцером Лейб-гвардії уланського полку, брав участь у Першій світовій війні, проживав у Бітолі (нині Північна Македонія), помер 31 жовтня 1964 року. Другий син Потоцького Сергій Павлович (1891–1966) проживав і помер у Болгарії. Там нині живе онук П. П. Потоцького Сергій Сергійович Потоцький.. Рідний брат Олександр Потоцький досяг чину генерал-лейтенанта РІА, обіймав посаду директора Полтавського кадетського корпусу й також був відомим меценатом.

## Нагороди
- Орден Святої Анни 4-й ст. (1878);
- Орден Святого Станіслава 3-й ст. з мечами і бантом (1878);
- Орден Святої Анни 3-й ст. (1884);
- Орден Святого Станіслава 2-й ст. (1891);
- Орден Святої Анни 2-й ст. (1894);
- Орден Святого Володимира 4-й ст. (1897);
- Орден Святого Володимира 3-й ст. (1901);
- Золота зброя «За хоробрість» (1906);
- Орден Святого Станіслава 1-й ст. з мечами (1907);
- рос. Высочайшее благоволение за особливу працю з організації святкування 200-річчя Полтавської перемоги (30.08.1909);
- Орден Святої Анни 1-й ст. (1912);
- Орден Святого Георгія 4-й ст. (ВП 30.01.1915);
- Орден Білого Орла з мечами (ВП 19.02.1915).

Іноземні:
- румунський Залізний хрест (1878).

## Вшанування пам'яті
- У Києві існує вулиця Павла Потоцького.